# Michel Chasles
Michel Chasles (15. listopad 1793, Épernon – 8. prosinec 1880, Paříž) byl francouzský matematik a geometr, který nezávisle na Jakobovi Steinerovi položil základy moderní projektivní geometrie.

## Život
Roku 1812 začal studovat Polytechnickou školu v Paříži (École polytechnique). Studium přerušil a roku 1814 se zúčastnil vojenské obrany Paříže. Poté se vrátil na školu. Po složených zkouškách měl nastoupit vojenskou dráhu u ženistů v Metách, ale nakonec se rozhodl pokračovat ve studiu geometrie. Roku 1841 se stal profesorem geodézie a mechaniky na Polytechnické škole a roku 1846 profesorem na Sorbonně, kde začal vést právě zřízenou katedru vyšší geometrie. Uznávaným začal být zejména od roku 1837, kdy vydal knihu Aperçu historique sur l'origine et le développement des méthodes en géométrie. Později došla uznání jeho studie o kuželosečkách, rozvinul tzv. metodu charakteristik, psal o konstrukci algebraických křivek, zvláště křivek 3. stupně, přišel s vlastní teorií unikursalních křivek či definoval tzv. korespondenční princip.
Eduard Weyr v nekrologu, jež vyšel v Časopise pro pěstování mathematiky a fysiky roku 1881, ho hodnotil takto: „Četnými pojednáními, jichž velká část uložena ve zprávách pařížské akademie, zasáhl Chasles do geometrie spůsobem tak vydatným, že jméno jeho s pokrokem této vědy ve všech takřka částech její nerozlučně spojeno. Však geometrickou methodou nejen o geometrii, ale i o jiných oborech pouhé a upotřebené mathematiky se skvělým úspěchem pojednával a svými úvahami, již do nejširších kruhů vnikly, obohatil počet integrální, kinematiku a theorii attrakce.“
Byl též známý tím, že se stal obětí podvodu, když za 200 000 franků nakoupil rozličné padělané dopisy historických osobností, mimo jiné Máří Magdaleny Lazarovi či Kleopatry Césarovi.

## Ocenění
Je jedním ze 72 významných mužů, jejichž jméno je zapsáno na Eiffelově věži v Paříži.